# 우문융
우문융(중국어: 宇文融) (730년 또는 731년 사망)은 당나라의 경제학자이자 정치가로, 당 현종 재위 기간 동안 100일간 재상을 지냈다. 그는 현종 재위 기간 동안 정부 수입을 늘리는 능력으로 강력해진 최초의 관리로 알려져 있다.

## 배경
우문융의 가족은 당나라 수도 장안 출신으로, 그들의 조상은 전연의 통치자 모용황에 의해 멸망한 선비족 우문선비의 마지막 수장인 우문일두귀까지 거슬러 올라간다. 그의 증조부 우문필(宇文弼)은 당의 전신인 수나라의 주요 장군이었으며, 우문융의 할아버지 우문걸은 당 고종 재위 기간 동안 재상을 지냈다. 우문융의 아버지 우문교(宇文嶠)는 현의 비서실장을 지냈다.

## 당 현종 재위 기간
당 현종의 개원 연간(713-741) 초기에 우문융은 부평현(富平, 현재의 산시성 (섬서성) 웨이난시에 해당)의 재무관을 지냈는데, 당시 부평현은 경조부(즉, 장안을 포함하는 행정구역)의 일부였으며 그 직책에서 유능하다고 평가받았다. 원건요(袁乾曜)와 맹온(孟溫)이 차례로 경조윤을 지내는 동안, 두 사람 모두 그의 능력을 존경했다. 그는 후에 감찰어사(監察御史)로 일했다. 그 당시에는 인구조사 명부 등재를 피하거나 사기적인 면제를 주장하여 노역 징집과 세금을 회피하려는 사람들이 많아 국고가 고갈되고 있었다. 721년, 우문융은 인구조사 회피자와 사기적인 면제 주장자를 추적하기 위해 특별히 임명해 줄 것을 요청했고, 당시 재상이었던 원건요의 지원을 받아 현종이 동의했다. 우문융은 약 80만 명의 인구조사 회피자(전통 역사가들은 이 수치가 부풀려졌다고 믿었지만)를 찾아내 국고에 많은 수입을 추가했다. 현령 황보경(皇甫憬)이 이러한 조치로 인해 백성들 사이에 공황이 발생하고 있다는 탄원서를 제출하자, 현종은 황보경을 더 먼 현으로 좌천시키는 것으로 처벌했다. 호부시랑 양양(楊暘)도 이를 지적하자, 양양은 수도 밖으로 보내졌다. 이후, 우문융의 촉구 때문인 것으로 보이나, 현종은 인구조사 회피자들이 자진 신고하도록 하는 사면 기간을 발표하고 소급 과세에서 면제되도록 허용했다. 우문융이 이를 알리기 위해 전국을 순회할 때, 인구조사 회피자들은 자신들을 조사하는 데 있어 우문융의 이전 역할을 알지 못하고 그에게 매우 감사해했다. 이 사업에서의 역할로 우문융은 어사중승(御史中丞)으로 승진했다.
725년, 현종은 우문융에게 호부시랑(戶部侍郎)의 직책을 추가로 부여했다. 또한 그는 인구조사 회피자들이 세금으로 납부한 곡물을 기근에 대비하여 저장해 두도록 명령했으며, 농업을 진흥시키기 위해 주와 현에 농업 진흥 사무소를 설립했다. 그 해 말, 현종이 이부(吏部)가 관료 선발에서 불공정하다고 의심하자, 우문융은 10명의 관리를 임명하여 선발을 검토하고, 다시 10명의 심사관의 결정을 재검토할 것을 제안했다. 현종은 관료 오경(吳兢)의 반대에도 불구하고 이 계획에 동의하고 실행했으나, 726년에는 이 제도를 중단했다.
한편, 고위 재상 장열은 우문융을 경멸했지만, 그의 부하 장구령의 경고에도 불구하고 그를 위협으로 여기지 않았다고 한다. 726년, 우문융은 이림부와 장열을 싫어하던 또 다른 관리 최은보(崔隱甫)와 함께 장열에 대한 부패 혐의를 제출했다. 이후 장열은 재상 직위에서 해임되었지만, 강력한 환관 고력사의 중재로 추가 처벌을 면했다. 장열이 결국 재상 직위로 복귀할 것을 두려워한 우문융과 최은보는 다른 관리들과 함께 장열과 그의 세력에 대항하는 파벌을 형성했다. 727년, 이러한 상황에 지친 현종은 장열에게 은퇴를 명령하고, 최은보는 어머니를 모시기 위해 고향으로 돌아가도록 했으며, 우문융은 위주(魏州, 현재의 허베이성 한단시에 해당)의 자사로 강등했다. 728년, 현종은 우문융에게 허베이 도(河北道, 대략 현재의 허베이, 베이징시, 톈진시)의 순찰관과 호부시랑의 직책을 추가로 부여했다. 그 해 말, 그는 우문융을 변주(汴州, 대략 현재의 허난성 카이펑시에 해당)의 자사로 삼고, 황하 제방 관리의 추가 책임을 부여했다. 우문융은 황하의 고대 경로(황하 하류가 9개의 강줄기로 나뉘었던 때)를 찾아내고, 그 경로를 논밭 관개에 사용할 것을 제안했다. 더 나아가, 그는 그 경로를 운송에도 사용할 수 있다고 제안했다. 현종은 이 계획을 승인했지만, 비용에도 불구하고 많은 진전은 없었다.
729년, 재상 이원굉과 두헌 사이의 끊임없는 논쟁과 이를 중재하지 못하는 이원굉의 무능함에 지친 현종은 세 사람 모두를 재상 직위에서 해임하고, 우문융과 배광정으로 교체했다. 우문융은 황문시랑(黃門侍郎), 즉 문하성(門下省)의 부수장 직위를 받았고, 사실상의 재상 직위인 동중서문하평장사(同中書門下平章事)로 임명되었다. 우문융은 특별 사무소를 설치하여 수입을 더욱 늘리려 노력했고, 이로 인해 이전에 임명되었던 관리들의 책임이 훨씬 줄어들었다고 전해진다. 또한 우문융은 수입을 늘리는 데 있어 총명하고 유능하여 현종의 총애를 받았지만, 경솔하고 말이 많으며 족벌주의적이었다고 한다. 그는 "내가 이 자리에 몇 달만 앉아 있으면, 천하에 걱정이 없을 것이다"라고 말하기도 했다. 그러나 그는 존경받는 관리인 송경, 배요경, 허경선(許景先)을 추천하여 칭찬받았다고도 전해진다. 그는 곧 현종의 또 다른 총애를 받는 인물, 즉 현종의 재종 사촌인 신안군왕 이희(李褘)를 질투하게 되었다. 이희는 장군으로서의 공헌으로 현종의 총애를 받았으며, 당시 삭방도(朔方道, 현재의 닝샤 후이족 자치구 인촨시에 본부를 둠)의 절도사였다. 우문융은 어사 이주(李宙)를 설득하여 이희를 기소하도록 했으나, 이 소식은 이희에게 새어나갔다. 이희는 자신이 기소될 것을 알고 현종의 누이인 옥진공주 이지영(李持盈)과 고력사를 통해 현종에게 보고하며 자신을 변호했다. 이주가 이희의 예상대로 기소장을 제출하자, 현종은 그것이 우문융의 종용 때문임을 알고 그들에게 화를 냈다. 그는 우문융을 재상으로 100일 봉직한 후 여주(汝州, 현재의 허난성 주마뎬시에 해당)의 자사로 강등했다.
그러나 우문융이 해임된 후 수입이 급격히 감소했다고 전해지며, 현종은 배광정과 우문융을 비판했던 다른 관리들에게 "너희 모두는 우문융이 사악하다고 주장했고, 나는 그를 해임했다. 이제 국고에 돈이 충분하지 않으면 어떻게 해야 하는가? 너희는 무엇을 위해 여기 있는가?"라고 물었다. 배광정과 다른 관리들은 두려워하며 대답하지 못했지만, 현종은 그들을 처벌하지 않았다. 한편, 배광정은 당시 어사대부(御史大夫)도 겸하고 있었으므로, 우문융의 부패와 부적절한 교류에 대한 기소장을 제출했고, 우문융은 평락현(平樂, 현재의 광시 좡족 자치구 구이린시에 해당)의 현위로 강등되었다. 그가 평락현에서 1년 이상을 보낸 후, 호부시랑 장잠(蔣岑)은 다시 우문융이 변주 자사로 재임할 때 부패를 저질렀다고 비난했다. 이에 우문융은 다시 현위 직위에서 해임되어 암주(巖州, 현재의 광시 좢족 자치구 라이빈시에 해당)로 유배되었다. 암주의 환경은 습하고 건강에 해로워서 우문융이 병이 들었다고 전해진다. 그는 그래서 광주(廣州, 현재의 광둥성 광저우시에 해당)에서 병가를 냈다. 그러나 병가가 끝난 후에도 광주에 머물렀고, 광주 자사 경인충(耿仁忠)이 그를 강제로 떠나게 했다. 그는 암주로 돌아가는 길에 사망했다. 현종은 이 소식을 듣고 우문융의 공헌을 기억하여 사후에 주 자사로 추증했다.

## 내용주
1. ↑  신당서, vol. 71.“漢川草廬-二十四史-新唐書-卷七十一‧表第十一”. 2010년 6월 13일에 원본 문서에서 보존된 문서. 2010년 5월 3일에 확인함.
2. ↑  구당서와 신당서에 실린 우문융의 전기에 따르면, 어사의 이름은 이주였지만, 자치통감에 따르면 어사의 이름은 이인(李寅)이었다. 구당서, vol. 105 보관됨 4월 19, 2008 - 웨이백 머신와 신당서, vol. 134 보관됨 12월 26, 2007 - 웨이백 머신를 자치통감, vol. 213과 비교하라.
3. ↑  자치통감, vol. 213.
4. ↑  우문융의 재임 기간은 7월 15일부터 10월 21일까지로 99일이어야 하지만, 전통 역사가들은 그의 재임 기간을 100일이라고 불렀다.

- 구당서, vol. 105.
- 신당서, vol. 134.
- 자치통감, vols. 212, 213.